# Anna Hammel

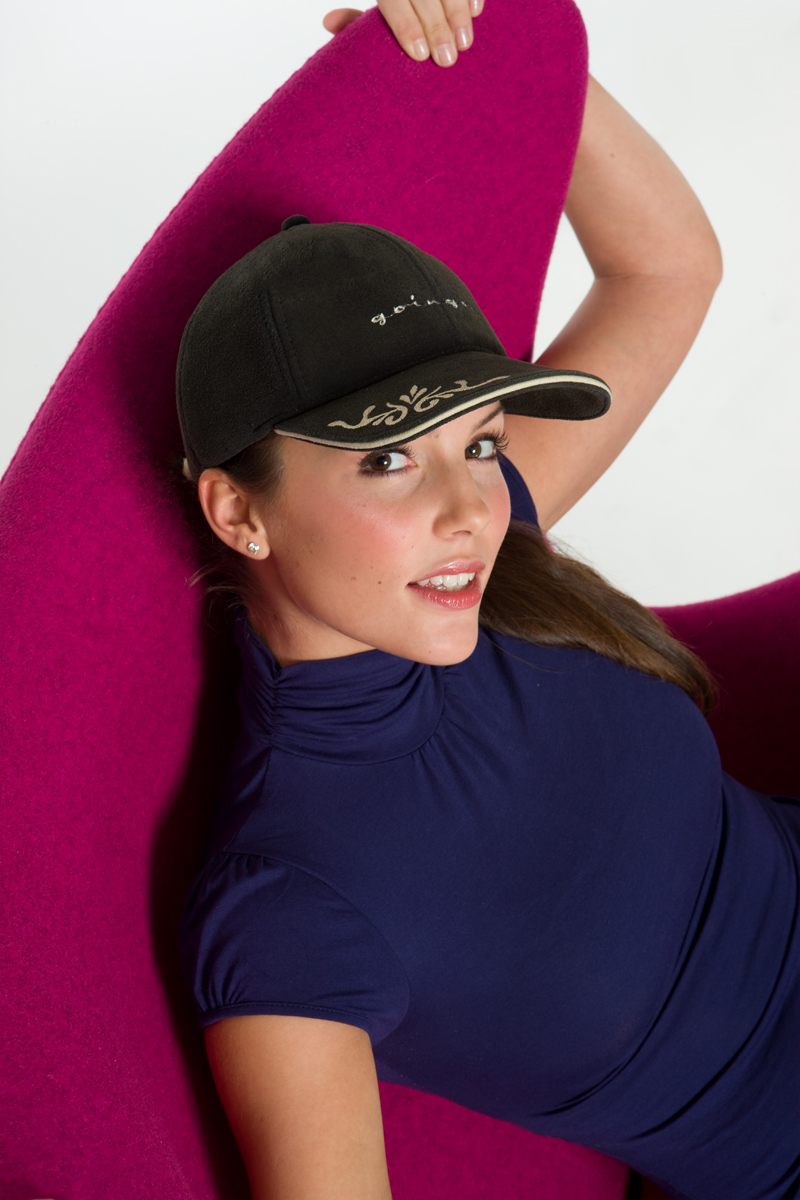
Anna Hammel (2010)

Anna Hammel (* 27. Juli 1987 in Gmunden, Oberösterreich) ist ein österreichisches Model und die Miss Austria 2009.

## Biographie
Die Wirtschaftswissenschaften-Studentin und Miss Oberösterreich 2009 setzte sich gegen siebzehn Mitbewerberinnen durch. Hammel trat damit die Nachfolge der Tirolerin Marina Schneider an, die im Jahr 2008 Miss Austria war. Die Oberösterreicherin trat im Dezember 2009 in Johannesburg, Südafrika, zur Wahl der Miss World 2009 an. Sie erreichte unter 112 Teilnehmerinnen jedoch nicht das Finale der besten 16. Hammel wurde 2010 von Valentina Schlager als Miss Austria abgelöst.
Hammel ist bei der Modelagentur ESTETICA models unter Vertrag. Sie spielte 2019 im Musikvideo zum Song Mord im Affekt der Band Turbobier mit.